# Guy Nulens
Guy Nulens (Hasselt, 27 d'octubre de 1957) va ser un ciclista belga, professional entre 1979 i 1995. Va participar quinze cop al Tour de França.

## Palmarès
- 1978
  - 1r a la Volta a l'Empordà
- 1979
  - 1r a la Volta a la Província de Lieja i vencedor de 2 etapes
  - 1r al Trofeu Alcide De Gasperi
  - Vencedor d'una etapa al Circuit franco-belga
  - Vencedor d'una etapa a la Volta a Limburg amateur
  - Vencedor d'una etapa a l'Étoile des Espoirs
- 1981
  - Vencedor d'una etapa a la Volta a Suïssa
- 1984
  - Vencedor d'una etapa al Critèrium del Dauphiné Libéré
- 1985
  - 1r a l'Étoile de Bessèges i vencedor d'una etapa
- 1986
  - Vencedor d'una etapa a la Volta a Suïssa

### Resultats al Tour de França
- 1980. Abandona (18a etapa)
- 1981. 52è de la classificació general
- 1982. 22è de la classificació general
- 1983. Abandona (18a etapa)
- 1984. 24è de la classificació general
- 1985. 113è de la classificació general
- 1986. 54è de la classificació general
- 1987. 61è de la classificació general
- 1988. 38è de la classificació general
- 1989. 55è de la classificació general
- 1990. 54è de la classificació general
- 1991. 62è de la classificació general
- 1992. 77è de la classificació general
- 1993. 67è de la classificació general
- 1994. 88è de la classificació general

### Resultats a la Volta a Espanya
- 1983. 27è de la classificació general
- 1986. 117è de la classificació general

### Resultats al Giro d'Itàlia
- 1983. 26è de la classificació general
- 1986. 48è de la classificació general